# Llista de topònims de Cabrera de Mar
Llista de topònims (noms propis de lloc) del municipi de Cabrera de Mar, al Maresme
Informació actualitzada per un bot. Els canvis manuals es perdran quan s'actualitzi!

## cabana
| imatge | Nom                  | Ubicat a       | instància de | Detalls | coordenades                                                         | Protecció | Commons (més fotos) | Dades a WD                    |
| ------ | -------------------- | -------------- | ------------ | ------- | ------------------------------------------------------------------- | --------- | ------------------- | ----------------------------- |
|        | Porxo de Can Vinyals | Cabrera de Mar | cabana       |         | 41° 30′ 54″ N, 2° 24′ 16″ E / 41.5150388911238°N,2.40448430054001°E |           |                     | Modifica les dades a Wikidata |
|        | Porxo del Beric      | Cabrera de Mar | cabana       |         | 41° 30′ 59″ N, 2° 24′ 24″ E / 41.516392322486°N,2.40667701164048°E  |           |                     | Modifica les dades a Wikidata |

## carrer
| imatge | Nom                          | Ubicat a       | instància de | Detalls      | coordenades                                                                        | Protecció | Commons (més fotos) | Dades a WD                    |
| ------ | ---------------------------- | -------------- | ------------ | ------------ | ---------------------------------------------------------------------------------- | --------- | ------------------- | ----------------------------- |
|        | Carrer Anselm Clavé, núm. 1  | Cabrera de Mar | carrer       |              | 41° 31′ 41″ N, 2° 23′ 36″ E / 41.52819°N,2.39337°E ca:Carrer Anselm Clavé, núm. 1  |           |                     | Modifica les dades a Wikidata |
|        | Carrer Anselm Clavé, núm. 23 | Cabrera de Mar | carrer       |              | 41° 31′ 41″ N, 2° 23′ 34″ E / 41.52796°N,2.39287°E ca:Carrer Anselm Clavé, núm. 23 |           |                     | Modifica les dades a Wikidata |
|        | Carrer Anselm Clavé, núm. 25 | Cabrera de Mar | carrer       |              | 41° 31′ 40″ N, 2° 23′ 34″ E / 41.52789°N,2.39276°E ca:Carrer Anselm Clavé, núm. 25 |           |                     | Modifica les dades a Wikidata |
|        | Carrer Baixada de l'Església | Cabrera de Mar | carrer       |              | 41° 31′ 40″ N, 2° 23′ 31″ E / 41.52787°N,2.39203°E ca:Carrer Baixada de l'Església |           |                     | Modifica les dades a Wikidata |
|        | carrer de les Heures, núm. 2 | Cabrera de Mar | carrer       | 20th century | 41° 31′ 27″ N, 2° 23′ 59″ E / 41.52424°N,2.39975°E ca:Carrer de les Heures, núm. 2 |           |                     | Modifica les dades a Wikidata |

## casa
| imatge | Nom                                            | Ubicat a       | instància de | Detalls                                                                   | coordenades | Protecció                                  | Commons (més fotos)           | Dades a WD                    |
| ------ | ---------------------------------------------- | -------------- | ------------ | ------------------------------------------------------------------------- | --- | ------------------------------------------ | ----------------------------- | ----------------------------- |
|        | Ca l'Arnau                                     | Cabrera de Mar | casa         | Estil: arquitectura neoclàssica 19th century Estat: en perill             | 41° 31′ 34″ N, 2° 23′ 28″ E / 41.52612°N,2.39119°E ca:Carrer Girona 106 msnm                                       | bé integrant del patrimoni cultural català | Ca l'Arnau (Cabrera de Mar)   | Modifica les dades a Wikidata |
|        | Ca n'Escarraman                                | Cabrera de Mar | casa         | Estil: arquitectura popular 17th century                                  | 41° 31′ 30″ N, 2° 23′ 23″ E / 41.52499°N,2.38977°E ca:falda del Montcabrer 132 msnm                                | bé cultural d'interès local                | Ca n'Escarraman               | Modifica les dades a Wikidata |
|        | Ca n'Orriols                                   | Cabrera de Mar | casa         |                                                                           | 41° 31′ 48″ N, 2° 23′ 30″ E / 41.52991°N,2.39169°E ca:Camí Can Segarra, 26                                         |                                            |                               | Modifica les dades a Wikidata |
|        | Can Batlle                                     | Cabrera de Mar | casa         | Estil: arquitectura popular Estat: enderrocat o destruït                  | 41° 31′ 44″ N, 2° 25′ 01″ E / 41.52896°N,2.41705°E                                                                 | bé integrant del patrimoni cultural català |                               | Modifica les dades a Wikidata |
|        | Carrer Anselm Clavé, núm. 3                    | Cabrera de Mar | casa         |                                                                           | 41° 31′ 41″ N, 2° 23′ 36″ E / 41.52818°N,2.39324°E ca:Carrer Anselm Clavé, núm. 3                                  |                                            |                               | Modifica les dades a Wikidata |
|        | Elements gòtics de Can Pineda                  | Cabrera de Mar | casa         | Estil: arquitectura gòtica No/unknown value                               | 41° 31′ 46″ N, 2° 23′ 29″ E / 41.52947°N,2.3915°E ca:C. Sant Joan, 37 124 msnm                                     | bé cultural d'interès local                | Elements gòtics de Can Pineda | Modifica les dades a Wikidata |
|        | Torre Amatller                                 | Cabrera de Mar | casa         | Arquitecte: Lluís Bonet i Garí Josep Sala i Comas Estil: noucentisme 1918 | 41° 32′ 07″ N, 2° 24′ 13″ E / 41.53523°N,2.40364°E ca:Veïnat d'Agell 148 msnm                                      | bé cultural d'interès local                | Torre Amatller                | Modifica les dades a Wikidata |
|        | carrer Pare Jaume Català, 47                   | Cabrera de Mar | casa         | 19th century                                                              | 41° 31′ 40″ N, 2° 23′ 34″ E / 41.52784°N,2.39288°E ca:Carrer Anselm Clavé, núm. 21 ca:Carrer Pare Jaume Català, 47 |                                            |                               | Modifica les dades a Wikidata |
|        | cases de cos del Carrer Pere Pastor núms. 8-14 | Cabrera de Mar | casa         | 20th century                                                              | 41° 31′ 41″ N, 2° 23′ 38″ E / 41.52801°N,2.39394°E ca:Carrer Pere Pastor, núms. 8-14                               |                                            |                               | Modifica les dades a Wikidata |
|        | cases de cos del Carrer Ramon Pla              | Cabrera de Mar | casa         |                                                                           | 41° 31′ 42″ N, 2° 23′ 39″ E / 41.52827454783523°N,2.3941129446029668°E ca:Carrer Ramón Plà 1-4                     |                                            |                               | Modifica les dades a Wikidata |
|        | plaça del Poble, núm. 3                        | Cabrera de Mar | casa         | Arquitecte: Bonaventura Bassegoda i Amigó 1908                            | 41° 31′ 42″ N, 2° 23′ 34″ E / 41.52828°N,2.39268°E ca:Plaça del Poble, núm. 3                                      |                                            |                               | Modifica les dades a Wikidata |

## cova
| imatge | Nom                    | Ubicat a       | instància de              | Detalls | coordenades | Protecció                                  | Commons (més fotos)                     | Dades a WD                    |
| ------ | ---------------------- | -------------- | ------------------------- | ------- | --- | ------------------------------------------ | --------------------------------------- | ----------------------------- |
|        | cova de les Encantades | Cabrera de Mar | cova jaciment arqueològic |         | 41° 31′ 25″ N, 2° 23′ 09″ E / 41.523478°N,2.385947°E ca:A la part alta del vessant de migdia del Montcabrer 217 msnm | bé integrant del patrimoni cultural català | Cova de les Encantades (Cabrera de Mar) | Modifica les dades a Wikidata |
|        | cova dels Tres Cercles | Cabrera de Mar | cova                      |         | 41° 31′ 26″ N, 2° 23′ 08″ E / 41.523848°N,2.385574°E                                                                 |                                            | Cova dels Tres Cercles                  | Modifica les dades a Wikidata |

## creu de terme
| imatge | Nom                | Ubicat a               | instància de  | Detalls | coordenades                                                     | Protecció | Commons (més fotos) | Dades a WD                    |
| ------ | ------------------ | ---------------------- | ------------- | ------- | --------------------------------------------------------------- | --------- | ------------------- | ----------------------------- |
|        | creu de Montcabrer | Cabrera de Mar Cabrils | creu de terme |         | 41° 31′ 27″ N, 2° 23′ 07″ E / 41.5242923°N,2.3853027°E 310 msnm |           | Creu de Montcabrer  | Modifica les dades a Wikidata |
|        | creu del Bei       | Cabrera de Mar Cabrils | creu de terme |         | 41° 32′ 10″ N, 2° 22′ 41″ E / 41.535988°N,2.378117°E 294 msnm   |           | Creu del Bei        | Modifica les dades a Wikidata |

## edifici
| imatge | Nom                                | Ubicat a       | instància de | Detalls | coordenades                                                                         | Protecció | Commons (més fotos) | Dades a WD                    |
| ------ | ---------------------------------- | -------------- | ------------ | ------- | ----------------------------------------------------------------------------------- | --------- | ------------------- | ----------------------------- |
|        | Cooperativa Alcancía / Sala Aurora | Cabrera de Mar | edifici      | 1903    | 41° 31′ 43″ N, 2° 23′ 36″ E / 41.52859°N,2.39328°E ca:Plaça Cooperativa, 4          |           |                     | Modifica les dades a Wikidata |
|        | Sindicat Agrícola                  | Cabrera de Mar | edifici      | 1949    | 41° 31′ 18″ N, 2° 24′ 02″ E / 41.52176°N,2.40061°E ca:Avinguda Onze de Setembre, 53 |           |                     | Modifica les dades a Wikidata |

## element arquitectònic
| imatge | Nom                                                     | Ubicat a       | instància de          | Detalls      | coordenades | Protecció | Commons (més fotos) | Dades a WD                    |
| ------ | ------------------------------------------------------- | -------------- | --------------------- | ------------ | --- | --------- | ------------------- | ----------------------------- |
|        | Antic Pedró                                             | Cabrera de Mar | element arquitectònic |              | 41° 31′ 40″ N, 2° 23′ 33″ E / 41.52779°N,2.39258°E ca:Plaça de l'Església                                       |           |                     | Modifica les dades a Wikidata |
|        | Glorieta de l'Edifici de les Monges - Escola Sant Feliu | Cabrera de Mar | element arquitectònic | 20th century | 41° 31′ 42″ N, 2° 23′ 36″ E / 41.52844°N,2.39347°E ca:Xamfrà Pujada de les monges amb Carrer Torrent Sant Feliu |           |                     | Modifica les dades a Wikidata |

## església
| imatge | Nom                                   | Ubicat a       | instància de     | Detalls                                  | coordenades                                                                                       | Protecció                                  | Commons (més fotos)             | Dades a WD                    |
| ------ | ------------------------------------- | -------------- | ---------------- | ---------------------------------------- | ------------------------------------------------------------------------------------------------- | ------------------------------------------ | ------------------------------- | ----------------------------- |
|        | Carrer Baixada de l'Església núm. 10  | Cabrera de Mar | església         |                                          | 41° 31′ 41″ N, 2° 23′ 31″ E / 41.52795°N,2.39194°E ca:Carrer Baixada de l'Església núm. 10        |                                            |                                 | Modifica les dades a Wikidata |
|        | Carrer Baixada de l'Església núm. 12  | Cabrera de Mar | església         | 17th century                             | 41° 31′ 40″ N, 2° 23′ 31″ E / 41.52791°N,2.39191°E ca:Carrer Baixada de l'Església núm. 12        |                                            |                                 | Modifica les dades a Wikidata |
|        | Carrer Baixada de l'Església núm. 14  | Cabrera de Mar | església         |                                          | 41° 31′ 40″ N, 2° 23′ 31″ E / 41.52788°N,2.39188°E ca:Carrer Baixada de l'Església núm. 14        |                                            |                                 | Modifica les dades a Wikidata |
|        | Carrer Baixada de l'Església núm. 6-8 | Cabrera de Mar | església         |                                          | 41° 31′ 41″ N, 2° 23′ 31″ E / 41.52798°N,2.392°E ca:Carrer Baixada de l'Església núm. 6-8         |                                            |                                 | Modifica les dades a Wikidata |
|        | Sant Feliu de Cabrera                 | Cabrera de Mar | església         | Estil: gòtic tardà                       | 41° 31′ 41″ N, 2° 23′ 33″ E / 41.52794°N,2.39241°E ca:Pl. de l'Església                           | bé integrant del patrimoni cultural català | Sant Feliu de Cabrera           | Modifica les dades a Wikidata |
|        | Sant Sebastià de Cabrera de Mar       | Cabrera de Mar | església         | Estil: arquitectura popular 16th century | 41° 31′ 47″ N, 2° 23′ 58″ E / 41.5297°N,2.399529°E ca:Camí d'Agell, davant del cementiri 145 msnm | bé cultural d'interès local                | Sant Sebastià de Cabrera de Mar | Modifica les dades a Wikidata |
|        | Santa Helena d'Agell                  | Cabrera de Mar | església         | Estil: arquitectura gòtica               | 41° 32′ 03″ N, 2° 24′ 16″ E / 41.53428°N,2.40437°E                                                | bé cultural d'interès local                | Santa Helena d'Agell            | Modifica les dades a Wikidata |
|        | Santa Margarida                       | Cabrera de Mar | església capella |                                          | 41° 31′ 09″ N, 2° 24′ 53″ E / 41.5192435132702°N,2.41465685706419°E                               |                                            |                                 | Modifica les dades a Wikidata |
|        | Santa Marta                           | Cabrera de Mar | església         |                                          | 41° 31′ 31″ N, 2° 23′ 23″ E / 41.5251931548916°N,2.38958854718258°E                               |                                            |                                 | Modifica les dades a Wikidata |
|        | plaça de l'església, núm. 2           | Cabrera de Mar | església         | 19th century                             | 41° 31′ 40″ N, 2° 23′ 34″ E / 41.52786°N,2.39269°E ca:Plaça de l'església, núm. 2                 |                                            |                                 | Modifica les dades a Wikidata |

## font
| imatge | Nom                    | Ubicat a       | instància de | Detalls                                  | coordenades                                                                                          | Protecció                                  | Commons (més fotos)    | Dades a WD                    |
| ------ | ---------------------- | -------------- | ------------ | ---------------------------------------- | --- | ------------------------------------------ | ---------------------- | ----------------------------- |
|        | Font                   | Cabrera de Mar | font         | Estil: arquitectura popular 20th century | 41° 31′ 41″ N, 2° 23′ 34″ E / 41.52805°N,2.39284°E ca:Carrer d'Anselm clavé, sota la Plaça del Poble | bé integrant del patrimoni cultural català | Font (Cabrera de Mar)  | Modifica les dades a Wikidata |
|        | Font Picant de Cabrera | Cabrera de Mar | font         |                                          | 41° 32′ 10″ N, 2° 22′ 52″ E / 41.536047°N,2.381134°E 271 msnm                                        |                                            | Font Picant de Cabrera | Modifica les dades a Wikidata |

## indret
| imatge | Nom                         | Ubicat a       | instància de | Detalls                                | coordenades                                           | Protecció | Commons (més fotos) | Dades a WD                    |
| ------ | --------------------------- | -------------- | ------------ | -------------------------------------- | ----------------------------------------------------- | --------- | ------------------- | ----------------------------- |
|        | Les Banyadores              | Cabrera de Mar | indret       |                                        | 41° 32′ 16″ N, 2° 22′ 44″ E / 41.53786°N,2.37877°E    |           |                     | Modifica les dades a Wikidata |
|        | Pla de Santa Margarida      | Cabrera de Mar | indret       |                                        | 41° 31′ 05″ N, 2° 24′ 44″ E / 41.51793°N,2.41233056°E |           |                     | Modifica les dades a Wikidata |
|        | Roca d'en Punsola           | Cabrera de Mar | indret       | Anomenat per: Josep Punsola i Vallespí | 41° 32′ 02″ N, 2° 23′ 54″ E / 41.533913°N,2.398341°E  |           |                     | Modifica les dades a Wikidata |
|        | Roca de les Tres Cassoletes | Cabrera de Mar | indret       |                                        | 41° 32′ 25″ N, 2° 22′ 47″ E / 41.540326°N,2.379675°E  |           |                     | Modifica les dades a Wikidata |

## jaciment arqueològic
| imatge | Nom                                  | Ubicat a       | instància de                                                            | Detalls | coordenades | Protecció                                  | Commons (més fotos)                  | Dades a WD                    |
| ------ | ------------------------------------ | -------------- | ----------------------------------------------------------------------- | ------- | --- | ------------------------------------------ | ------------------------------------ | ----------------------------- |
|        | Clos de Can Benet                    | Cabrera de Mar | jaciment arqueològic                                                    |         | 41° 31′ 30″ N, 2° 23′ 37″ E / 41.525077767120614°N,2.3937159776687627°E ca:A la Riera amb Carrer d'en Majó                   | bé integrant del patrimoni cultural català | Clos de Can Benet                    | Modifica les dades a Wikidata |
|        | Clos de Can Rodon de l'Hort          | Cabrera de Mar | jaciment arqueològic                                                    |         | 41° 31′ 38″ N, 2° 23′ 35″ E / 41.52727°N,2.39303°E ca:Darrera el mas de Can Rodon, dins el clos arqueològic                  | bé integrant del patrimoni cultural català | Clos de Can Rodon de l'Hort          | Modifica les dades a Wikidata |
|        | Clos de ca l'Arnau                   | Cabrera de Mar | jaciment arqueològic                                                    |         | 41° 31′ 33″ N, 2° 23′ 32″ E / 41.52580870327275°N,2.3923051357269287°E ca:Entre la riera i el carrer de Girona               | bé integrant del patrimoni cultural català | Clos de ca l'Arnau                   | Modifica les dades a Wikidata |
|        | Pedra de la Cabra                    | Cabrera de Mar | jaciment arqueològic                                                    |         | 41° 32′ 07″ N, 2° 23′ 11″ E / 41.535278°N,2.386389°E                                                                         |                                            | Pedra de la Cabra                    | Modifica les dades a Wikidata |
|        | Poblat Ibèric de Burriac             | Cabrera de Mar | jaciment arqueològic poblat ibèric                                      |         | 41° 32′ 07″ N, 2° 23′ 20″ E / 41.535208°N,2.3889384°E ca:Vessant meridional de la muntanya de Burriac                        | bé integrant del patrimoni cultural català |                                      | Modifica les dades a Wikidata |
|        | Sitja del Repetidor de Montcabrer    | Cabrera de Mar | jaciment arqueològic poblat ibèric                                      |         | 41° 31′ 40″ N, 2° 23′ 05″ E / 41.527833°N,2.384697°E                                                                         | bé integrant del patrimoni cultural català | Sitja del Repetidor de Montcabrer    | Modifica les dades a Wikidata |
|        | Torre Ibèrica del Turó dels Dos Pins | Cabrera de Mar | jaciment arqueològic necròpolis                                         |         | 41° 31′ 59″ N, 2° 23′ 15″ E / 41.533091°N,2.387536°E                                                                         | bé integrant del patrimoni cultural català |                                      | Modifica les dades a Wikidata |
|        | jaciment de Can Modolell             | Cabrera de Mar | jaciment arqueològic necròpolis sitja edifici religiós forn de ceràmica |         | 41° 31′ 48″ N, 2° 23′ 29″ E / 41.530097°N,2.39135°E 132 msnm                                                                 | bé integrant del patrimoni cultural català | Jaciment arqueològic de Can Modolell | Modifica les dades a Wikidata |
|        | jaciment del Torrent de Ca l'Ignasi  | Cabrera de Mar | jaciment arqueològic                                                    |         | 41° 31′ 28″ N, 2° 23′ 51″ E / 41.52442°N,2.39756°E ca:entre els carrers Torrent de Ca l'Ignasi, Esplai i Paco Martínez Soria | bé integrant del patrimoni cultural català | Jaciment del Torrent de Ca l'Ignasi  | Modifica les dades a Wikidata |
|        | la Peirota                           | Cabrera de Mar | jaciment arqueològic                                                    |         | 41° 31′ 45″ N, 2° 23′ 18″ E / 41.529109861490234°N,2.3883676528930664°E                                                      | bé integrant del patrimoni cultural català |                                      | Modifica les dades a Wikidata |

## masia
| imatge | Nom                     | Ubicat a       | instància de | Detalls                                              | coordenades | Protecció                                  | Commons (més fotos)            | Dades a WD                    |
| ------ | ----------------------- | -------------- | ------------ | ---------------------------------------------------- | --- | ------------------------------------------ | ------------------------------ | ----------------------------- |
|        | Ca l'Alsina             | Cabrera de Mar | masia        | Estil: gòtic tardà arquitectura popular 16th century | 41° 31′ 48″ N, 2° 24′ 21″ E / 41.52989°N,2.40582°E ca:Ctra. Vilassar a Argentona 62 msnm                               | bé cultural d'interès local                | Ca l'Alsina (Cabrera de Mar)   | Modifica les dades a Wikidata |
|        | Ca l'Avelino            | Cabrera de Mar | masia        | Estil: arquitectura popular 17th century             | 41° 31′ 41″ N, 2° 23′ 25″ E / 41.52819°N,2.3903°E ca:Falda del Montcabrer                                              | bé integrant del patrimoni cultural català | Ca l'Avelino (Cabrera de Mar)  | Modifica les dades a Wikidata |
|        | Ca l'Eslees             | Cabrera de Mar | masia        |                                                      | 41° 31′ 35″ N, 2° 25′ 11″ E / 41.5263943703841°N,2.4197944126818°E                                                     |                                            |                                | Modifica les dades a Wikidata |
|        | Ca l'Ignasi de Puig     | Cabrera de Mar | masia        |                                                      | 41° 31′ 25″ N, 2° 24′ 39″ E / 41.5236107414316°N,2.4108659863803°E                                                     |                                            |                                | Modifica les dades a Wikidata |
|        | Ca n'Aimeric            | Cabrera de Mar | masia        |                                                      | 41° 32′ 01″ N, 2° 24′ 03″ E / 41.53352°N,2.40086°E ca:Carrer Corredor, 6 112 msnm                                      | bé cultural d'interès local                |                                | Modifica les dades a Wikidata |
|        | Ca n'Orriols d'Agell    | Cabrera de Mar | masia        | Estil: arquitectura popular                          | 41° 31′ 44″ N, 2° 24′ 28″ E / 41.528991°N,2.407812°E ca:C/ Argentona, 82 77 msnm                                       | bé cultural d'interès local                |                                | Modifica les dades a Wikidata |
|        | Cal Rectoret            | Cabrera de Mar | masia        | Estil: arquitectura popular 17th century             | 41° 31′ 50″ N, 2° 24′ 20″ E / 41.530614°N,2.405498°E ca:Camí Santa Elena, 3 84 msnm                                    | bé cultural d'interès local                | Cal Rectoret (Cabrera de Mar)  | Modifica les dades a Wikidata |
|        | Cal Valencià            | Cabrera de Mar | masia        |                                                      | 41° 31′ 14″ N, 2° 25′ 06″ E / 41.5205140871117°N,2.41831284717821°E                                                    |                                            |                                | Modifica les dades a Wikidata |
|        | Can Bartomeu            | Cabrera de Mar | masia        | Estil: arquitectura popular gòtic tardà              | 41° 31′ 52″ N, 2° 23′ 29″ E / 41.53103°N,2.39126°E ca:Camí de Can Segarra                                              | bé cultural d'interès local                | Can Bartomeu (Cabrera de Mar)  | Modifica les dades a Wikidata |
|        | Can Boix                | Cabrera de Mar | masia        |                                                      | 41° 31′ 18″ N, 2° 25′ 13″ E / 41.5216859697709°N,2.42027992935012°E                                                    |                                            |                                | Modifica les dades a Wikidata |
|        | Can Borràs              | Cabrera de Mar | masia        |                                                      | 41° 32′ 01″ N, 2° 23′ 16″ E / 41.533601°N,2.387774°E 222 msnm                                                          |                                            |                                | Modifica les dades a Wikidata |
|        | Can Bosc                | Cabrera de Mar | masia        |                                                      | 41° 31′ 14″ N, 2° 23′ 57″ E / 41.5205960143576°N,2.39920784909569°E                                                    |                                            |                                | Modifica les dades a Wikidata |
|        | Can Calbet              | Cabrera de Mar | masia        |                                                      | 41° 31′ 40″ N, 2° 24′ 31″ E / 41.5278772848553°N,2.40853786925755°E                                                    |                                            |                                | Modifica les dades a Wikidata |
|        | Can Canal               | Cabrera de Mar | masia        | Estil: arquitectura popular                          | 41° 31′ 48″ N, 2° 23′ 18″ E / 41.5301°N,2.38847°E ca:Camí del Manantial                                                | bé integrant del patrimoni cultural català | Can Canal (Cabrera de Mar)     | Modifica les dades a Wikidata |
|        | Can Corberó             | Cabrera de Mar | masia        |                                                      | 41° 30′ 43″ N, 2° 24′ 28″ E / 41.5120206275337°N,2.40781941762043°E                                                    |                                            |                                | Modifica les dades a Wikidata |
|        | Can Cot                 | Cabrera de Mar | masia        |                                                      | 41° 35′ 29″ N, 2° 24′ 55″ E / 41.591523°N,2.415251°E 180 msnm                                                          |                                            |                                | Modifica les dades a Wikidata |
|        | Can Dalmases            | Cabrera de Mar | masia        | Estil: arquitectura popular 17th century             | 41° 31′ 35″ N, 2° 23′ 42″ E / 41.5263°N,2.39488°E ca:Vilardaga i Mossèn Cinto 90 msnm                                  | bé cultural d'interès local                | Can Dalmases (Cabrera de Mar)  | Modifica les dades a Wikidata |
|        | Can Dalmàcio            | Cabrera de Mar | masia        |                                                      | 41° 30′ 54″ N, 2° 24′ 40″ E / 41.5149736931272°N,2.41106415359986°E                                                    |                                            |                                | Modifica les dades a Wikidata |
|        | Can Domènec             | Cabrera de Mar | masia        |                                                      | 41° 31′ 17″ N, 2° 23′ 39″ E / 41.52139°N,2.39408°E ca:Passeig dels Vinyals, 26                                         |                                            |                                | Modifica les dades a Wikidata |
|        | Can Felions             | Cabrera de Mar | masia        |                                                      | 41° 31′ 27″ N, 2° 25′ 03″ E / 41.5240324698719°N,2.41762212119675°E                                                    |                                            |                                | Modifica les dades a Wikidata |
|        | Can Fermí Vell          | Cabrera de Mar | masia        |                                                      | 41° 31′ 46″ N, 2° 23′ 18″ E / 41.5295459975836°N,2.38832498207132°E                                                    |                                            |                                | Modifica les dades a Wikidata |
|        | Can Fontanals           | Cabrera de Mar | masia        | Estil: arquitectura popular 17th century             | 41° 31′ 45″ N, 2° 23′ 32″ E / 41.52927°N,2.39211°E ca:C. Sant Joan 118 msnm                                            | bé integrant del patrimoni cultural català | Can Fontanals (Cabrera de Mar) | Modifica les dades a Wikidata |
|        | Can Jandet              | Cabrera de Mar | masia        | Estil: arquitectura contemporània 17th century       | 41° 31′ 30″ N, 2° 23′ 41″ E / 41.52488900754204°N,2.3947995901107793°E ca:Carrer Onze de Setembre, 3                   |                                            |                                | Modifica les dades a Wikidata |
|        | Can Joan Lledó          | Cabrera de Mar | masia        |                                                      | 41° 31′ 26″ N, 2° 24′ 26″ E / 41.5239788227608°N,2.40712309867903°E                                                    |                                            |                                | Modifica les dades a Wikidata |
|        | Can Lladó               | Cabrera de Mar | masia        | Estil: gòtic tardà arquitectura popular 16th century | 41° 31′ 50″ N, 2° 23′ 29″ E / 41.53069°N,2.3914°E ca:Camí de Can Segarra 133 msnm                                      | bé cultural d'interès local                | Can Lladó (Cabrera de Mar)     | Modifica les dades a Wikidata |
|        | Can Llorell             | Cabrera de Mar | masia        | Estil: arquitectura popular                          | 41° 31′ 24″ N, 2° 23′ 40″ E / 41.523235°N,2.394577°E ca:Pg. dels Vinyals 81 msnm                                       | bé cultural d'interès local                | Can Llorell (Cabrera de Mar)   | Modifica les dades a Wikidata |
|        | Can Mallol              | Cabrera de Mar | masia        | Estil: arquitectura popular 17th century             | 41° 32′ 04″ N, 2° 24′ 10″ E / 41.5344°N,2.40281°E ca:Veïnat d'Agell 133 msnm                                           | bé cultural d'interès local                | Can Mallol (Cabrera de Mar)    | Modifica les dades a Wikidata |
|        | Can Maltes              | Cabrera de Mar | masia        |                                                      | 41° 30′ 55″ N, 2° 24′ 03″ E / 41.515292°N,2.4007°E 26 msnm                                                             |                                            |                                | Modifica les dades a Wikidata |
|        | Can Martinet            | Cabrera de Mar | masia        | 18th century                                         | 41° 31′ 42″ N, 2° 23′ 37″ E / 41.5283°N,2.39368°E ca:Avinguda Pare Jaume Català, 40                                    |                                            |                                | Modifica les dades a Wikidata |
|        | Can Mateu               | Cabrera de Mar | masia        | 16th century                                         | 41° 31′ 32″ N, 2° 23′ 32″ E / 41.52553°N,2.39215°E ca:Passatge Can Mateu ca:C. Girona, 30 95 msnm                      | bé cultural d'interès local                | Can Mateu (Cabrera de Mar)     | Modifica les dades a Wikidata |
|        | Can Mauri               | Cabrera de Mar | masia        |                                                      | 41° 30′ 58″ N, 2° 24′ 21″ E / 41.5159741056033°N,2.4059258229721°E                                                     |                                            |                                | Modifica les dades a Wikidata |
|        | Can Modolell            | Cabrera de Mar | masia        |                                                      | 41° 31′ 51″ N, 2° 23′ 26″ E / 41.5307017735672°N,2.39055565797817°E                                                    |                                            |                                | Modifica les dades a Wikidata |
|        | Can Mora                | Cabrera de Mar | masia        |                                                      | 41° 31′ 53″ N, 2° 24′ 39″ E / 41.5314559035807°N,2.41081878574657°E                                                    |                                            |                                | Modifica les dades a Wikidata |
|        | Can Moreu               | Cabrera de Mar | masia        | Estil: arquitectura popular 17th century             | 41° 32′ 04″ N, 2° 24′ 18″ E / 41.53439°N,2.405°E ca:Veïnat d'Agell 120 msnm                                            | bé cultural d'interès local                | Can Moreu (Cabrera de Mar)     | Modifica les dades a Wikidata |
|        | Can Nan                 | Cabrera de Mar | masia        |                                                      | 41° 31′ 16″ N, 2° 24′ 48″ E / 41.5211822359316°N,2.41330902728155°E                                                    |                                            |                                | Modifica les dades a Wikidata |
|        | Can Palau               | Cabrera de Mar | masia        |                                                      | 41° 31′ 20″ N, 2° 25′ 00″ E / 41.52232566152°N,2.41675050318371°E                                                      |                                            |                                | Modifica les dades a Wikidata |
|        | Can Parcala             | Cabrera de Mar | masia        |                                                      | 41° 32′ 15″ N, 2° 24′ 27″ E / 41.5375733582123°N,2.40759837172432°E                                                    |                                            |                                | Modifica les dades a Wikidata |
|        | Can Pau Diners          | Cabrera de Mar | masia        |                                                      | 41° 31′ 21″ N, 2° 23′ 49″ E / 41.5225661842297°N,2.39702025564708°E                                                    |                                            |                                | Modifica les dades a Wikidata |
|        | Can Pau Ferrer          | Cabrera de Mar | masia        | Estil: arquitectura popular 17th century             | 41° 31′ 21″ N, 2° 23′ 49″ E / 41.522402°N,2.396979°E ca:Avinguda 11 de Setembre, 20 71 msnm                            | bé integrant del patrimoni cultural català |                                | Modifica les dades a Wikidata |
|        | Can Pau dels Frares     | Cabrera de Mar | masia        |                                                      | 41° 31′ 24″ N, 2° 24′ 48″ E / 41.5234073795775°N,2.4133728274825°E                                                     |                                            |                                | Modifica les dades a Wikidata |
|        | Can Peric               | Cabrera de Mar | masia        |                                                      | 41° 31′ 35″ N, 2° 24′ 59″ E / 41.5263768422884°N,2.41633056362°E                                                       |                                            |                                | Modifica les dades a Wikidata |
|        | Can Prat                | Cabrera de Mar | masia        | Estil: arquitectura popular 17th century             | 41° 31′ 43″ N, 2° 23′ 31″ E / 41.52851°N,2.39205°E ca:C. Sant Joan 115 msnm                                            | bé integrant del patrimoni cultural català | Can Prat (Cabrera de Mar)      | Modifica les dades a Wikidata |
|        | Can Puig                | Cabrera de Mar | masia        | 18th century                                         | 41° 32′ 01″ N, 2° 24′ 13″ E / 41.5335439038131°N,2.4034994515713°E ca:Camí Santa Elena, 14                             |                                            | Can Puig (Cabrera de Mar)      | Modifica les dades a Wikidata |
|        | Can Pujol               | Cabrera de Mar | masia        | Estil: arquitectura popular                          | 41° 31′ 36″ N, 2° 24′ 23″ E / 41.52657°N,2.40649°E ca:C/ Argentona, 58 58 msnm                                         | bé cultural d'interès local                |                                | Modifica les dades a Wikidata |
|        | Can Rodon               | Cabrera de Mar | masia        | Estil: arquitectura popular                          | 41° 31′ 37″ N, 2° 23′ 34″ E / 41.52682°N,2.39265°E ca:C/ La Riera 89 msnm                                              | bé cultural d'interès local                | Can Rodon (Cabrera de Mar)     | Modifica les dades a Wikidata |
|        | Can Rodon dels Albes    | Cabrera de Mar | masia        |                                                      | 41° 31′ 29″ N, 2° 24′ 16″ E / 41.5246228290781°N,2.4045043041498°E                                                     |                                            |                                | Modifica les dades a Wikidata |
|        | Can Sants               | Cabrera de Mar | masia        |                                                      | 41° 31′ 38″ N, 2° 25′ 09″ E / 41.527156512149°N,2.41910438312537°E                                                     |                                            |                                | Modifica les dades a Wikidata |
|        | Can Serra               | Cabrera de Mar | masia        | Estil: arquitectura popular                          | 41° 31′ 38″ N, 2° 23′ 23″ E / 41.527091°N,2.389656°E ca:Camí de Cabrils, 2 130 msnm                                    | bé cultural d'interès local                |                                | Modifica les dades a Wikidata |
|        | Can Serret              | Cabrera de Mar | masia        |                                                      | 41° 31′ 30″ N, 2° 24′ 00″ E / 41.5250941608106°N,2.3998734105016°E                                                     |                                            |                                | Modifica les dades a Wikidata |
|        | Can Suari               | Cabrera de Mar | masia        | Estil: arquitectura popular                          | 41° 32′ 00″ N, 2° 24′ 01″ E / 41.53347°N,2.40031°E 120 msnm                                                            | bé cultural d'interès local                |                                | Modifica les dades a Wikidata |
|        | Can Tatai               | Cabrera de Mar | masia        |                                                      | 41° 32′ 02″ N, 2° 24′ 01″ E / 41.5340046865162°N,2.40030652117975°E ca:C/ Corredor, 8                                  |                                            |                                | Modifica les dades a Wikidata |
|        | Can Teixidor            | Cabrera de Mar | masia        |                                                      | 41° 31′ 27″ N, 2° 24′ 50″ E / 41.5241126711202°N,2.41390581637223°E                                                    |                                            |                                | Modifica les dades a Wikidata |
|        | Can Valls               | Cabrera de Mar | masia        |                                                      | 41° 31′ 51″ N, 2° 24′ 20″ E / 41.53083°N,2.40548°E ca:Camí de Santa Elena, 2                                           | bé cultural d'interès local                |                                | Modifica les dades a Wikidata |
|        | Can Vilalta             | Cabrera de Mar | masia        |                                                      | 41° 30′ 54″ N, 2° 23′ 39″ E / 41.5149945133034°N,2.39426229267337°E                                                    |                                            |                                | Modifica les dades a Wikidata |
|        | Can Vinyals             | Cabrera de Mar | masia        |                                                      | 41° 30′ 51″ N, 2° 24′ 18″ E / 41.5141°N,2.40501°E                                                                      |                                            |                                | Modifica les dades a Wikidata |
|        | Can Xacó                | Cabrera de Mar | masia        |                                                      | 41° 31′ 56″ N, 2° 24′ 27″ E / 41.5322488498514°N,2.40737124676175°E                                                    |                                            |                                | Modifica les dades a Wikidata |
|        | Casa Mir                | Cabrera de Mar | masia        |                                                      | 41° 30′ 59″ N, 2° 23′ 55″ E / 41.5163777027026°N,2.3986596287279°E                                                     |                                            |                                | Modifica les dades a Wikidata |
|        | Casa Mora d'Agell       | Cabrera de Mar | masia        | Estil: arquitectura popular 17th century             | 41° 31′ 48″ N, 2° 24′ 22″ E / 41.53013°N,2.4061°E ca:Ctra. de Vilassar a Argentona 82 msnm                             | bé cultural d'interès local                | Casa Mora d'Agell              | Modifica les dades a Wikidata |
|        | Horta Prat              | Cabrera de Mar | masia        |                                                      | 41° 31′ 15″ N, 2° 24′ 07″ E / 41.5207899589973°N,2.4018547718654°E                                                     |                                            |                                | Modifica les dades a Wikidata |
|        | Horta Vilaplana         | Cabrera de Mar | masia        |                                                      | 41° 31′ 11″ N, 2° 24′ 12″ E / 41.519608266096°N,2.40325590450006°E                                                     |                                            |                                | Modifica les dades a Wikidata |
|        | Horta del Pi            | Cabrera de Mar | masia        |                                                      | 41° 31′ 22″ N, 2° 25′ 16″ E / 41.5228338984517°N,2.42107271389556°E                                                    |                                            |                                | Modifica les dades a Wikidata |
|        | Mas Català              | Cabrera de Mar | masia        | Estil: arquitectura popular                          | 41° 31′ 37″ N, 2° 23′ 41″ E / 41.526981°N,2.394764°E ca:Jaume I, 3 100 msnm                                            | bé cultural d'interès local                | Mas Català (Cabrera de Mar)    | Modifica les dades a Wikidata |
|        | Mas Terrillo            | Cabrera de Mar | masia        | Estil: arquitectura popular                          | 41° 31′ 21″ N, 2° 23′ 46″ E / 41.522459°N,2.396013°E ca:Xaloc, 8 75 msnm                                               | bé cultural d'interès local                | Mas Terrillo                   | Modifica les dades a Wikidata |
|        | Mas Vidal               | Cabrera de Mar | masia        |                                                      | 41° 31′ 35″ N, 2° 25′ 08″ E / 41.5265071641712°N,2.41894238455028°E                                                    |                                            |                                | Modifica les dades a Wikidata |
|        | Mas del Castell (Agell) | Cabrera de Mar | masia        |                                                      | 41° 32′ 05″ N, 2° 24′ 12″ E / 41.53475°N,2.40334°E ca:Camí Santa Elena, 24                                             |                                            |                                | Modifica les dades a Wikidata |
|        | el Viver                | Cabrera de Mar | masia        |                                                      | 41° 30′ 52″ N, 2° 24′ 37″ E / 41.5143297163818°N,2.41019516241884°E                                                    |                                            |                                | Modifica les dades a Wikidata |
|        | els Frares              | Cabrera de Mar | masia        | Estil: arquitectura popular                          | 41° 32′ 04″ N, 2° 24′ 12″ E / 41.53434°N,2.40335°E ca:Veïnat d'Agell de Dalt 135 msnm                                  | bé cultural d'interès local                | Els Frares (Cabrera de Mar)    | Modifica les dades a Wikidata |
|        | la Creueta              | Cabrera de Mar | masia        | Estil: arquitectura gòtica 14th century              | 41° 31′ 27″ N, 2° 23′ 56″ E / 41.5240614873434°N,2.39875629239671°E ca:Horta de Can Carles (Avinguda Onze de Setembre) |                                            | La Creueta (Cabrera de Mar)    | Modifica les dades a Wikidata |
|        | la Càbila               | Cabrera de Mar | masia        |                                                      | 41° 31′ 18″ N, 2° 25′ 04″ E / 41.5216016849877°N,2.41785965145732°E                                                    |                                            |                                | Modifica les dades a Wikidata |
|        | la Sénia dels Llibres   | Cabrera de Mar | masia        |                                                      | 41° 31′ 05″ N, 2° 24′ 14″ E / 41.5180983328007°N,2.40389297667013°E                                                    |                                            |                                | Modifica les dades a Wikidata |
|        | la Sénia dels Ramons    | Cabrera de Mar | masia        |                                                      | 41° 31′ 03″ N, 2° 24′ 09″ E / 41.5176324498617°N,2.40263887274923°E                                                    |                                            |                                | Modifica les dades a Wikidata |
|        | les Monges              | Cabrera de Mar | masia        |                                                      | 41° 30′ 59″ N, 2° 24′ 37″ E / 41.5163302429164°N,2.41036874987223°E                                                    |                                            |                                | Modifica les dades a Wikidata |
|        | les Ribes               | Cabrera de Mar | masia        | Estil: arquitectura barroca                          | 41° 31′ 40″ N, 2° 25′ 00″ E / 41.52764°N,2.4168°E ca:Camí del Mig, 17 21 msnm                                          | bé cultural d'interès local                |                                | Modifica les dades a Wikidata |
|        | les Set Cases           | Cabrera de Mar | masia        |                                                      | 41° 31′ 38″ N, 2° 23′ 23″ E / 41.527139981252°N,2.38982196100397°E                                                     |                                            |                                | Modifica les dades a Wikidata |

## molí d'aigua
| imatge | Nom                | Ubicat a       | instància de | Detalls      | coordenades                                                                              | Protecció | Commons (més fotos) | Dades a WD                    |
| ------ | ------------------ | -------------- | ------------ | ------------ | ---------------------------------------------------------------------------------------- | --------- | ------------------- | ----------------------------- |
|        | Molí d'en Lledó    | Cabrera de Mar | molí d'aigua |              | 41° 30′ 57″ N, 2° 24′ 01″ E / 41.5157376512351°N,2.40028342152474°E                      |           |                     | Modifica les dades a Wikidata |
|        | Molí de l'Horta Pi | Cabrera de Mar | molí d'aigua | 20th century | 41° 31′ 22″ N, 2° 25′ 15″ E / 41.52271°N,2.42081°E ca:Horta del Pi, Carrer Argentona, 16 |           |                     | Modifica les dades a Wikidata |

## muntanya
| imatge | Nom                | Ubicat a                         | instància de | Detalls | coordenades                                                            | Protecció | Commons (més fotos)  | Dades a WD                    |
| ------ | ------------------ | -------------------------------- | ------------ | ------- | ---------------------------------------------------------------------- | --------- | -------------------- | ----------------------------- |
|        | Burriac            | Cabrera de Mar                   | muntanya     |         | 41° 32′ 15″ N, 2° 23′ 14″ E / 41.5374582022°N,2.38733933206°E 392 msnm |           | Burriac              | Modifica les dades a Wikidata |
|        | Montcabrer         | Cabrera de Mar Cabrils           | muntanya     |         | 41° 31′ 33″ N, 2° 23′ 02″ E / 41.525744°N,2.383953°E 317 msnm          |           | Montcabrer (Maresme) | Modifica les dades a Wikidata |
|        | Turó de Can Cirers | Argentona Cabrils Cabrera de Mar | muntanya     |         | 41° 32′ 29″ N, 2° 22′ 38″ E / 41.54129444°N,2.37723889°E 471.5 msnm    |           |                      | Modifica les dades a Wikidata |
|        | Turó de l'Infern   | Cabrera de Mar                   | muntanya     |         | 41° 31′ 40″ N, 2° 22′ 54″ E / 41.5278°N,2.38155°E 324 msnm             |           | Turó de l'Infern     | Modifica les dades a Wikidata |
|        | Turó dels Oriols   | Cabrera de Mar Argentona         | muntanya     |         | 41° 32′ 19″ N, 2° 23′ 41″ E / 41.5385°N,2.39461667°E 323.4 msnm        |           |                      | Modifica les dades a Wikidata |

## nucli d'entitat singular de població
| imatge | Nom                | Ubicat a       | instància de                         | Detalls  | coordenades                                                      | Protecció | Commons (més fotos) | Dades a WD                    |
| ------ | ------------------ | -------------- | ------------------------------------ | -------- | ---------------------------------------------------------------- | --------- | ------------------- | ----------------------------- |
|        | Agell              | Cabrera de Mar | nucli d'entitat singular de població | 300 hab  | 41° 32′ 06″ N, 2° 24′ 17″ E / 41.535°N,2.4047222222222°E 90 msnm |           |                     | Modifica les dades a Wikidata |
|        | el Pla de l'Avellà | Cabrera de Mar | nucli d'entitat singular de població | 1491 hab | 41° 30′ 35″ N, 2° 24′ 05″ E / 41.50966935°N,2.401503079°E 7 msnm |           |                     | Modifica les dades a Wikidata |

## nucli de població
| imatge | Nom                   | Ubicat a       | instància de                                                              | Detalls | coordenades                                                                  | Protecció | Commons (més fotos) | Dades a WD                    |
| ------ | --------------------- | -------------- | ------------------------------------------------------------------------- | ------- | ---------------------------------------------------------------------------- | --------- | ------------------- | ----------------------------- |
|        | el Polígon Industrial | Cabrera de Mar | nucli de població nucli d'entitat singular de població polígon industrial | 8 hab   | 41° 31′ 46″ N, 2° 24′ 59″ E / 41.529395°N,2.416525°E 33 msnm                 |           |                     | Modifica les dades a Wikidata |
|        | les Sènies            | Cabrera de Mar | nucli de població nucli d'entitat singular de població                    | 609 hab | 41° 31′ 27″ N, 2° 25′ 03″ E / 41.5240591097633°N,2.41757627779899°E 170 msnm |           |                     | Modifica les dades a Wikidata |

## platja
| imatge | Nom               | Ubicat a       | instància de | Detalls | coordenades                                                           | Protecció | Commons (més fotos) | Dades a WD                    |
| ------ | ----------------- | -------------- | ------------ | ------- | --------------------------------------------------------------------- | --------- | ------------------- | ----------------------------- |
|        | platja de Cabrera | Cabrera de Mar | platja       |         | 41° 30′ 36″ N, 2° 24′ 32″ E / 41.51009281621756°N,2.408891933578661°E |           | Platja de Cabrera   | Modifica les dades a Wikidata |
|        | platja de Vinyals | Cabrera de Mar | platja       |         | 41° 30′ 28″ N, 2° 24′ 17″ E / 41.50768516860571°N,2.404583411630302°E |           |                     | Modifica les dades a Wikidata |

## rellotge de sol
| imatge | Nom                               | Ubicat a       | instància de                          | Detalls      | coordenades                                                                           | Protecció | Commons (més fotos) | Dades a WD                    |
| ------ | --------------------------------- | -------------- | ------------------------------------- | ------------ | ------------------------------------------------------------------------------------- | --------- | ------------------- | ----------------------------- |
|        | Rellotge de sol Ca l'Arca         | Cabrera de Mar | rellotge de sol                       | 1987         | 41° 30′ 39″ N, 2° 23′ 56″ E / 41.51086°N,2.39884°E ca:Ronda Catalunya, 19             |           |                     | Modifica les dades a Wikidata |
|        | Rellotge de sol Can Cot           | Cabrera de Mar | rellotge de sol                       | 1988         | 41° 31′ 29″ N, 2° 25′ 13″ E / 41.52484°N,2.42016°E ca:Carrer Riera d'Argentona, 18    |           |                     | Modifica les dades a Wikidata |
|        | Rellotge de sol de Ca l'Agustí    | Cabrera de Mar | rellotge de sol                       | 20th century | 41° 31′ 40″ N, 2° 23′ 31″ E / 41.52785°N,2.39186°E ca:Carrer Bixada de l'Església, 16 |           |                     | Modifica les dades a Wikidata |
|        | Rellotges de sol del carrer Colom | Cabrera de Mar | rellotge de sol element arquitectònic | 20th century | 41° 30′ 32″ N, 2° 24′ 04″ E / 41.50889°N,2.40099°E ca:C/ Colom, 8                     |           |                     | Modifica les dades a Wikidata |
|        | rellotge de sol a les Ribes       | Cabrera de Mar | rellotge de sol                       |              | 41° 31′ 40″ N, 2° 25′ 00″ E / 41.52764°N,2.4168°E ca:Camí del Mig, 17                 |           |                     | Modifica les dades a Wikidata |
|        | rellotge de sol casa Sant Jaume   | Cabrera de Mar | rellotge de sol                       | 20th century | 41° 31′ 43″ N, 2° 23′ 30″ E / 41.52859°N,2.3918°E ca:C/ Sant Vicenç, 10               |           |                     | Modifica les dades a Wikidata |
|        | rellotge de sol de Can Roca       | Cabrera de Mar | rellotge de sol                       | 1935         | 41° 31′ 32″ N, 2° 23′ 37″ E / 41.52563°N,2.39368°E ca:C/ Pare Jaume Català, 9         |           |                     | Modifica les dades a Wikidata |
|        | rellotge de sol de Can Viver      | Cabrera de Mar | rellotge de sol                       | 1974         | 41° 32′ 04″ N, 2° 24′ 10″ E / 41.53448°N,2.40272°E ca:Camí de Santa Elena, 30         |           |                     | Modifica les dades a Wikidata |
|        | rellotge de sol del carrer Garvat | Cabrera de Mar | rellotge de sol                       | 20th century | 41° 31′ 43″ N, 2° 23′ 31″ E / 41.52868°N,2.39183°E ca:C/ Garvat, 10                   |           |                     | Modifica les dades a Wikidata |

## zona humida
| imatge | Nom                                  | Ubicat a       | instància de           | Detalls | coordenades                                          | Protecció | Commons (més fotos) | Dades a WD                    |
| ------ | ------------------------------------ | -------------- | ---------------------- | ------- | ---------------------------------------------------- | --------- | ------------------- | ----------------------------- |
|        | Bassa de Senglars de la Creu del Bei | Cabrera de Mar | zona humida            |         | 41° 32′ 12″ N, 2° 22′ 47″ E / 41.536724°N,2.379746°E |           |                     | Modifica les dades a Wikidata |
|        | Bassa de Senglars de les Banyadores  | Cabrera de Mar | zona humida toll bassa |         | 41° 32′ 31″ N, 2° 22′ 54″ E / 41.541877°N,2.381555°E |           |                     | Modifica les dades a Wikidata |

## Misc
| imatge | Nom                                 | Ubicat a                       | instància de                                                                   | Detalls                                                                   | coordenades                                                                                                 | Protecció                                            | Commons (més fotos)                              | Dades a WD                    |
| ------ | ----------------------------------- | ------------------------------ | ------------------------------------------------------------------------------ | ------------------------------------------------------------------------- | --- | ---------------------------------------------------- | ------------------------------------------------ | ----------------------------- |
|        | Aqüeducte i Sant Domènec            | Cabrera de Mar                 | aqüeducte pont                                                                 | 18th century Estat: bon estat                                             | 41° 31′ 50″ N, 2° 23′ 23″ E / 41.53062°N,2.38966°E ca:Camí de la Font Picant, núm. 2 112 msnm               |                                                      |                                                  | Modifica les dades a Wikidata |
|        | Cabrera de Mar                      | Cabrera de Mar                 | entitat singular de població capital municipal ens local històric de Catalunya | 5014 hab                                                                  | 41° 31′ 00″ N, 2° 24′ 00″ E / 41.51667°N,2.4°E 90 msnm                                                      |                                                      |                                                  | Modifica les dades a Wikidata |
|        | Casa consistorial de Cabrera de Mar | Cabrera de Mar                 | casa consistorial                                                              | Arquitecte: Bonaventura Bassegoda i Amigó Estil: noucentisme 20th century | 41° 31′ 34″ N, 2° 23′ 36″ E / 41.52599°N,2.39331°E ca:Pl. de l'Ajuntament 85 msnm                           | bé integrant del patrimoni cultural català           | Ajuntament i escoles municipals (Cabrera de Mar) | Modifica les dades a Wikidata |
|        | Castell de Burriac                  | Cabrera de Mar                 | castell                                                                        | Estil: arquitectura romànica arquitectura gòtica                          | 41° 32′ 15″ N, 2° 23′ 14″ E / 41.5376°N,2.38722°E ca:Turó de Burriac 392 msnm                               | bé d'interès cultural bé cultural d'interès nacional | Castell de Burriac                               | Modifica les dades a Wikidata |
|        | Escola de Sant Feliu                | Cabrera de Mar                 | edifici escolar                                                                | Estil: art déco                                                           | 41° 31′ 43″ N, 2° 23′ 37″ E / 41.52866744995117°N,2.3934850692749023°E ca:Pujada de les Monges              |                                                      |                                                  | Modifica les dades a Wikidata |
|        | Escultura "La Dona Catalana"        | Cabrera de Mar                 | obra escultòrica                                                               |                                                                           | 41° 31′ 31″ N, 2° 23′ 39″ E / 41.5252062839654°N,2.394048571586609°E ca:Plaça Nova                          |                                                      |                                                  | Modifica les dades a Wikidata |
|        | Fortí Romà de Burriac               | Cabrera de Mar                 | fort                                                                           |                                                                           | 41° 32′ 15″ N, 2° 23′ 14″ E / 41.5376°N,2.38722°E ca:Can Ricart, Can Borràs, Ca l'Angusto, turò de Dos Pins | bé integrant del patrimoni cultural català           |                                                  | Modifica les dades a Wikidata |
|        | Mirador del Mediterrani             | Cabrera de Mar                 | mirador                                                                        |                                                                           | 41° 31′ 08″ N, 2° 23′ 44″ E / 41.51885242682174°N,2.395432591438294°E                                       |                                                      |                                                  | Modifica les dades a Wikidata |
|        | Mithraeum de Cabrera de Mar         | Cabrera de Mar                 | mitreu                                                                         |                                                                           | 41° 31′ 51″ N, 2° 23′ 25″ E / 41.530833333333334°N,2.390277777777778°E                                      |                                                      |                                                  | Modifica les dades a Wikidata |
|        | Montcabrer                          | Cabrera de Mar                 | vèrtex geodèsic                                                                | Alt: 1.2m                                                                 | 41° 31′ 40″ N, 2° 22′ 54″ E / 41.527816°N,2.381564°E 324.489 msnm                                           |                                                      |                                                  | Modifica les dades a Wikidata |
|        | Monòlit del Coll de Burriac         | Cabrera de Mar                 | monument monòlit                                                               |                                                                           | Burriac |                                                      | Monòlit del Coll de Burriac                      | Modifica les dades a Wikidata |
|        | Pedrera d'en Serra                  | Cabrera de Mar                 | pedrera                                                                        |                                                                           | 41° 32′ 12″ N, 2° 23′ 32″ E / 41.5365741414628°N,2.39217886090626°E                                         |                                                      |                                                  | Modifica les dades a Wikidata |
|        | Pla de l'Avellà                     | Vilassar de Mar Cabrera de Mar | assentament humà                                                               |                                                                           | 41° 30′ 35″ N, 2° 24′ 09″ E / 41.50978889°N,2.40263278°E                                                    |                                                      |                                                  | Modifica les dades a Wikidata |
|        | Pou de la Font del Ferro de Cabrera | Cabrera de Mar                 | pou                                                                            |                                                                           | 41° 32′ 21″ N, 2° 23′ 03″ E / 41.539296°N,2.384049°E                                                        |                                                      |                                                  | Modifica les dades a Wikidata |
|        | cementiri de Cabrera de Mar         | Cabrera de Mar                 | cementiri                                                                      |                                                                           | 41° 31′ 48″ N, 2° 23′ 57″ E / 41.530054°N,2.399242°E ca:Camí d'Agell i carrer de Sant Sebastià              |                                                      |                                                  | Modifica les dades a Wikidata |
|        | creu de l'Avellà                    | Cabrera de Mar                 | creu monumental                                                                |                                                                           | 41° 32′ 12″ N, 2° 22′ 41″ E / 41.5366434589449°N,2.37818813956633°E                                         |                                                      |                                                  | Modifica les dades a Wikidata |
|        | el Crist Mujal                      | Cabrera de Mar Cabrils         | capella element arquitectònic                                                  | 1788                                                                      | 41° 30′ 59″ N, 2° 23′ 31″ E / 41.51638°N,2.39185°E ca:Camí del Mig / Camí de la Mina                        |                                                      | El Crist Mujal                                   | Modifica les dades a Wikidata |
|        | mar Mediterrània                    |                                | mar interior mar mediterrani conca hidrogràfica                                | Superfície: 2500000km² Profunditat: 5267 1541m Volum: 3839000km³          | 38° N, 17° E / 38°N,17°E 0 msnm                                                                             |                                                      | Mediterranean Sea                                | Modifica les dades a Wikidata |
|        | plaça de l'U d'Octubre              | Cabrera de Mar                 | plaça                                                                          |                                                                           | 41° 31′ 31″ N, 2° 23′ 40″ E / 41.525274558435406°N,2.394343614578247°E                                      |                                                      |                                                  | Modifica les dades a Wikidata |
|        | riera d'Argentona                   | Dosrius Argentona              | curs d'aigua                                                                   | Desemboca: mar Mediterrània Llarg: 10km                                   | 41° 35′ 56″ N, 2° 25′ 08″ E / 41.598981°N,2.419026°E 41° 31′ 10″ N, 2° 25′ 28″ E / 41.519505°N,2.424481°E   |                                                      | Riera d'Argentona                                | Modifica les dades a Wikidata |